# Trisol Music Group
La Trisol Music Group (o più semplicemente Trisol), è un'etichetta discografica tedesca con sede nella città di Dieburg. La casa e le varie sottoetichette si sono specializzate nella commercializzazione di musica principalmente darkwave, dark folk e death rock, nonostante abbiano ingaggiato talvolta anche artisti black metal, synthpop e dark ambient.

## Artisti
- 7th Moon
- Alex Fergusson
- Ancient Ceremony
- ASP
- Attrition
- Autumn Angels
- Black Heaven
- Black Tape for a Blue Girl
- Calandra
- Cenobita
- Chamber
- Christian Death
- Cinema Strange
- C02
- Die Form
- Emilie Autumn
- Janus
- Kirlian Camera
- L'Âme Immortelle
- Moi dix Mois
- Nachtmahr
- Project Pitchfork
- Samsas Traum
- Santa Hates You
- Spiritual Front
- Tying Tiffany